# منفذ كامبردج، كامبردج

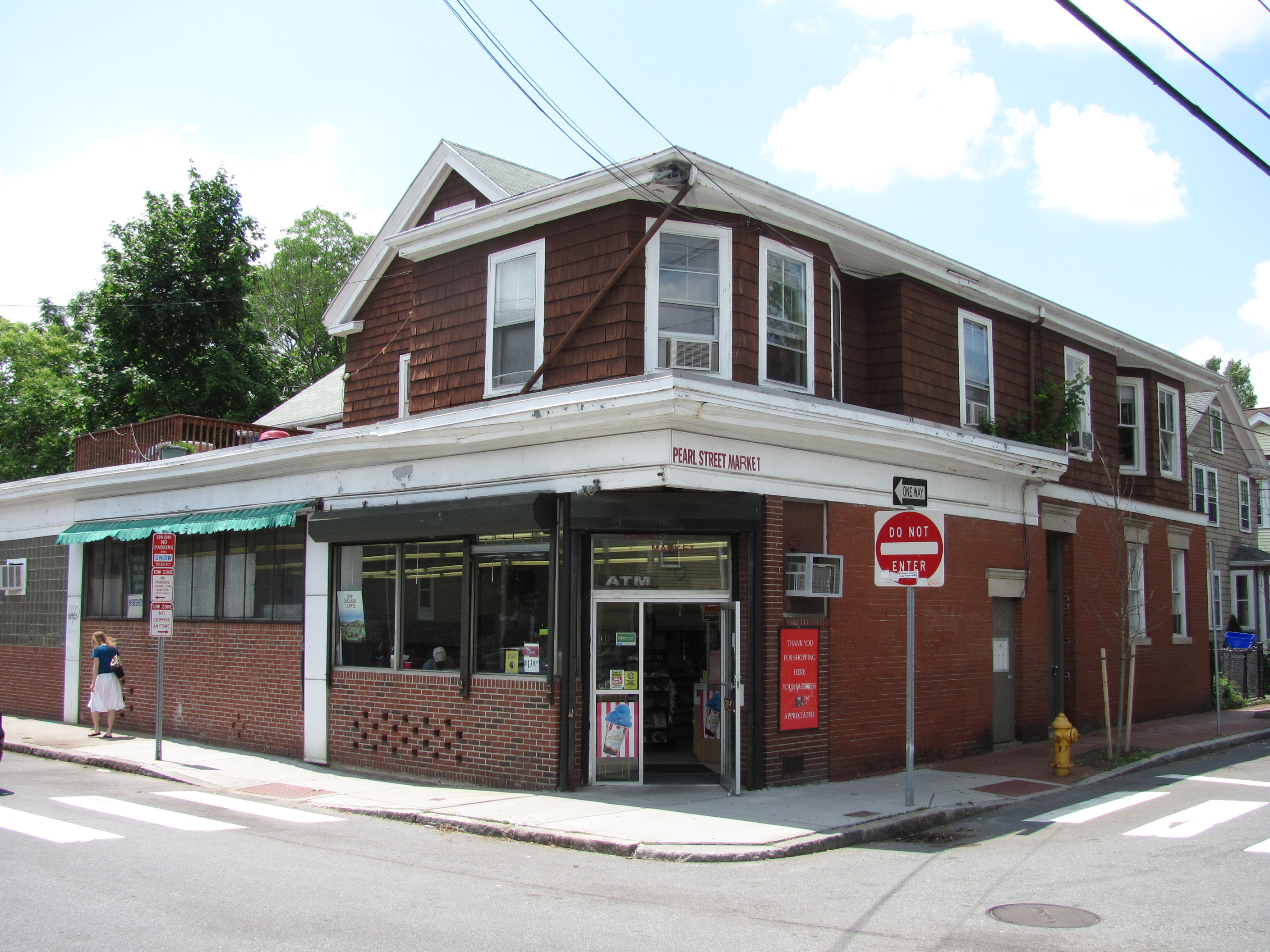

منفذ كامبردج أو كامبردجبورت (بالإنجليزية: Cambridgeport) هو أحد أحياء كامبريدج، بماساتشوستس. وهو محصور بسبيل ماساتشوستس، ونهر تشارلز، وتقاطع طرق سكة القطار الكبير، وطريق النهر. يحتوي الحي في الغالب على بيوت سكنية، العديد منها بيوت متكونة من طابقين وهي منتشرة في إنجلترا الجديدة. وفي أقصى شمال منفذ كامبردج يتواجد المربع المركزي وهو قطاع تجاري نشط، ومكان للتنقل. منطقة حديقة الجامعة بجامعة ماساتشوستس هي مجموعة من المكاتب حديثة الإنشاء ومباني سكنية. ويحتوي الحي كذلك على حصن واشنطن، وعدة مباني من جامعة ماساتشوستس. ويوفر الحي المرافق الخاصة بالدراجات وكذلك مسارات مخصصة لها على طريق النهر.
يُعتبر الحي المنطقة الخامسة من كامبردج.

## التاريخ
في أواخر القرن التاسع عشر تين نيوتن كان أول مُنتج في منفذ كامبردج في مخبز ف. أ. كيندي البخاري.
أجزاء من الحي تدمرت إضافةً إلى جزء من مشروع طريق إينر بلت السريع الذي كان سيُرفق بطريق بروكلاين إلى جسر جامعة بوسطن.

## التركيبية السكانية
في عام 2010م كان يحتوي الحي على 12,220 ساكناً يسكن في 5,391 مسكناً. في عام 1999م، كان متوسط دخل المسكن الواحد هو 45,294 دولاراً.